# Dobronice (Tavíkovice)
Dobronice (německy Dobronitz) jsou malá vesnice, část obce Tavíkovice v okrese Znojmo. Nachází se asi 2,5 kilometru jihozápadně od Tavíkovic. Vede jimi silnice II/399. Dobronice jsou také název katastrálního území o rozloze 4,47 km².

## Historie
První písemná zmínka o Dobronicích pochází z roku 1283, kdy vesnice patřila vladyckému rodu z Dobronic. Snad už tehdy ve vsi stála tvrz, připomínaná znovu roku 1412. Zanikla nejspíše po polovině patnáctého století, kdy byly Dobronice připojeny k tavíkovickému panství.

## Pamětihodnosti
- Kaplička na návsi